# Damián Szifron
Damián David Szifron (Ramos Mejía, La Matanza, provincia de Buenos Aires; 9 de julio de 1975) es un director y guionista argentino de cine y televisión, creador de la serie Los simuladores (2002-2004). Ha dirigido los largometrajes El fondo del mar (2003), Tiempo de valientes (2005) y Relatos salvajes (2014), película que se transformó en una de las de mayor éxito de Argentina en los últimos tiempos y fue candidata a numerosos premios, incluyendo al Óscar a la mejor película internacional y a la Palma de Oro en el Festival Internacional de Cine de Cannes.

## Biografía
Nacido el 9 de julio de 1975 en Ramos Mejía, provincia de Buenos Aires, su padre era amante del cine y su madre disfrutaba realizar trucos de magia. Szifron es de ascendencia judío-polaca.
Szifron cursó sus estudios secundarios en una Escuela Técnica ORT, donde siguió la especialidad de Medios de Comunicación. Más tarde estudió Teoría del Cine con Ángel Faretta —mítico crítico de la Revista Fierro—, y completó su formación con la carrera de Dirección Cinematográfica en la Universidad del Cine, en la ciudad de Buenos Aires.

## Carrera

### El fondo del mar: ópera prima
Durante 2001 escribió y dirigió su ópera prima, El fondo del mar, estrenada en 2003. La comedia negra protagonizada por Daniel Hendler, Dolores Fonzi y Gustavo Garzón, se presentó en el Festival Internacional de Cine de Mar del Plata, donde obtuvo el Ombú de Plata a la mejor película iberoamericana y el Premio Fipresci de la crítica internacional. También recibió la mención especial del jurado en el Festival Internacional de San Sebastián, el premio de la crítica francesa en el Festival de Cine Latinoamericano de Toulouse, el de mejor guion en el Festival de Brasilia, y el de mejor ópera prima en la Muestra de Cine Latinoamericano de Cataluña. En Argentina, recibió los Premios Clarín Espectáculos a la mejor película, mejor guion y mejor dirección.

### Los simuladores: reconocimiento nacional
Entre 2002 y 2003 produjo, escribió y dirigió las dos temporadas originales de Los simuladores, unitario que mezclaba el suspenso con el humor inteligente. La serie fue alabada por la crítica y considerada por muchos como "la mejor serie de la televisión argentina". Cuando se esperaba que la serie siguiera, y estando en el punto más alto con un capítulo final que tocó más de 37 puntos de índice de audiencia, Szifron decide darle un final para avanzar con otros proyectos. Los simuladores recibió seis premios Martín Fierro, incluyendo el Martín Fierro de Oro, los premios internacionales Inte a la mejor serie y mejor secuencia de títulos, y los Premios Clarín Espectáculos a la mejor serie, mejor guion y mejor dirección. Sony Internacional adquirió los derechos del formato y realizó versiones en México, España, Chile y Rusia.

### Tiempo de Valientes: primer buddy film
En 2005 escribió y dirigió Tiempo de valientes, largometraje producido por K&S Films y Twentieth Century Fox. La comedia policial protagonizada por Diego Peretti y Luis Luque se convirtió en un éxito de crítica y público tanto en Argentina como en España y se estrenó comercialmente en varios países del mundo. Obtuvo los premios a la mejor película, mejor director y mejor actor en el Festival Internacional de Peñíscola, y el premio del público en el Festival de Biarritz. La compañía Vantage Films adquirió los derechos para una remake estadounidense.

Durante el día, con el sol, no puedo pensar mucho. Las ideas fluyen mejor de noche. Me llevo un cuaderno a la bañadera y voy anotando todo. Y descubrí que la unidad es la idea, ni la imagen ni la palabra. Hay escritores o directores que son grandes observadores de cómo la vida es. Yo pienso en cómo me gustaría que fuera. O por qué la vida no es como a mí me gustaría. Me horroriza que la gente viva como si no soñara. Cuando las sociedades viven dejando la imaginación afuera, cuando la vida es pura realidad, me parece ingenua. Hay tantas cosas por explorar adentro y afuera del hombre, en la naturaleza, en el universo y en el fondo del mar.
Damián Szifron en una entrevista para el diario Clarín en 2006.

### Relatos salvajes: reconocimiento internacional
En 2014 se estrenó Relatos salvajes, su tercera película, la cual cuenta con la actuación de Ricardo Darín, Oscar Martínez, Darío Grandinetti, Érica Rivas y Leonardo Sbaraglia, entre otros. La película es una coproducción argentina-española (producida por los hermanos Almodóvar) y fue filmada en la ciudad de Buenos Aires, Cafayate (Salta) y Jujuy. Relatos salvajes es una cinta de humor negro que narra en seis episodios las historias de personas comunes que por algún motivo pierden el control y se desencadena la violencia. El día 17 de abril de 2014 se anuncia que la película competiría por la Palma de Oro en el Festival de Cine de Cannes. El 17 de mayo la película se presentó en el Grand Théâtre Lumière y obtuvo una gran ovación por la crítica y el público, estos manteniendo 10 minutos de aplausos luego de la proyección, y posicionándose entre las favoritas para obtener el gran galardón del festival. Por la gran repercusión y éxito que tuvo la película Sony Pictures Classics compra los derechos del film para su distribución en Estados Unidos, Australia y Nueva Zelanda. Además, el filme se presentó en el Festival Internacional de Cine de Toronto. La película originalmente tenía en Argentina como fecha de estreno el 14 de agosto de 2014, pero por problemas gremiales ajenos a la película se tuvo que postergar una semana y finalmente se estrena comercialmente en cines el 21 de ese mismo mes. En el día de su estreno en los cines argentinos Relatos salvajes logró cincuenta mil espectadores, cifra que el ochenta por ciento de los estrenos no logra en toda su estadía en la cartelera argentina, ni siquiera en una recorrida de seis semanas en salas. Así, en su primer fin de semana de estreno logra 450 mil espectadores. De esta manera la película de Szifron se convierte en un récord nacional y se mete entre las películas más vistas en el país. En septiembre de ese año la película se presentó en el Festival de Cine de San Sebastián, obteniendo excelentes críticas y recibiendo el Premio del Público a la Mejor Película Europea. El día 30 del mismo mes se anunció que Relatos salvajes había sido la película elegida, por la Academia de las Artes y Ciencias Cinematográficas de la Argentina, para representar al país en los Premios Óscar y los Premios Goya. La película, entre tantos otros reconocimientos, recibe diez premios Sur, el premio a la mejor película extranjera en los National Board of Review, ocho galardones en los Premios Platino del cine iberoamericano, y también ocupó el puesto número nueve de las diez mejores películas del año 2014 según la revista Time.

## Otros trabajos y reconocimientos
En 2006 escribió y dirigió Hermanos y detectives, miniserie de diez episodios protagonizada por Rodrigo de la Serna y Rodrigo Noya. Recibió los Premios Clarín Espectáculos al mejor unitario, mejor guion y mejor dirección, el premio Fund TV a la mejor serie de ficción y el Premio Extraordinario por su calidad televisiva. Además, se realizaron versiones de la miniserie en México, Chile, España, Italia, Turquía y Rusia, y se planificaron otras en Francia y los Estados Unidos.
En 2009 creó Big Bang, una compañía desde la que desarrolla ideas, formatos y guiones para diversos proyectos de cine y televisión.
En 2011 recibió el Premio Konex de Platino como mejor director de televisión de la década (2001-2010). Nuevamente en 2021 obtuvo el Konex de Platino, esta vez al mejor director de cine.
En 2023 estrenó la película Misanthrope - titulada en español Misántropo y estrenada en EEUU como To Catch a Killer -, debut de Szifron en el cine estadounidense y primera producción de su autoría desde Relatos salvajes (2014). La película trata de una oficial de policía talentosa pero problemática (Shailene Woodley) que es reclutada por el jefe de investigaciones del FBI para rastrear a un asesino serial. La película fue filmada a principios de 2021 en Canadá, y estrenada en Estados Unidos en abril de 2023, y en Argentina en mayo del mismo año.

## Próximos proyectos
En marzo de 2022, Paramount anunció el estreno de una adaptación al cine de Los simuladores, prevista para ser estrenada en 2024 en salas y en Paramount+.
En noviembre de 2023 Federico D'Elía, uno de los cuatro actores protagonistas, anunció que el estreno se retrasó para el primer semestre de 2025. En agosto de 2024 Diego Peretti, otro de los protagonistas, anunció que el guion ya estaba finalizado y que el director y los 4 protagonistas estaban dispuestos a hacerla, pero que el estreno se pospuso para 2026 por los problemas de presupuesto del INCAA, la crisis de sobreabundancia de las plataformas audiovisuales 
entre ellas Paramount+, y la sensibilidad política y cultural que atraviesa al país. Días más tarde, el propio Szifron comentó que el factor principal de demora no era la crisis del INCAA sino la crisis de Paramount por la proliferación de plataformas y la fusión o cierre forzoso al que muchas se ven sometidas, lo cual repercute en el presupuesto y financiación de proyectos.
En el mercado estadounidense tiene en proceso además El extranjero, proyecto de ciencia ficción que en un primer momento fue un largometraje y luego pensado como trilogía, tomó finalmente forma de miniserie de diez capítulos que serán escritos y dirigidos por Szifron para la televisión estadounidense bajo el nombre de The Stranger, tras haber firmado con la compañía Media Rights Capital. Y también dos filmes escritos entre 2006 y 2012, La pareja perfecta, una comedia romántica no tradicional, y Little Bee (título provisorio), un western hablado en inglés.

## Vida personal
Está en pareja con la actriz argentina María Marull, a quien conoció durante la filmación del programa de televisión Atorrantes (1996-1999). Tienen dos hijas: Rosa, nacida en 2009, y Eva, nacida en 2014.

## Filmografía

### Cine
| Año  | Título                       | Director | Guionista | Montaje | Presupuesto | Taquilla   | Tomatometer | Metascore |
| ---- | ---------------------------- | -------- | --------- | ------- | ----------- | ---------- | ----------- | --------- |
| 2003 | El fondo del mar             | ✓        | ✓         |         | 200 000     | 220 704    | -           | -         |
| 2005 | Tiempo de valientes          | ✓        | ✓         |         | s.d         | 2 070 161  | -           | -         |
| 2014 | Relatos salvajes             | ✓        | ✓         | ✓       | 3 300 000   | 27 006 530 | 95%         | 77        |
| 2023 | Misántropo                   | ✓        | ✓         |         | s.d         | 2 205 500  | 51%         | 43        |
| 2026 | Los Simuladores: La Película | ✓        | ✓         |         | s.d         | -          | -           | -         |

### Cortometrajes
| Año  | Título           | Notas                          |
| ---- | ---------------- | ------------------------------ |
| 1992 | El tren          |                                |
| 1993 | Río de culpas    |                                |
| 1995 | Oídos sordos     | Codirigido con Esteban Student |
| 1997 | Kan, el Trueno   |                                |
| 1998 | Punto muerto     | Codirigido con Esteban Student |
| 1999 | Los últimos días | Mediometraje                   |

### Televisión
| Año       | Título                | Notas                                   | Canal                                                 |
| --------- | --------------------- | --------------------------------------- | ----------------------------------------------------- |
| 1994      | Ritmo de la noche     | Asistente de producción                 |                                                       |
| 1996-1999 | Atorrantes            | Productor de exteriores                 | Canal 26 (1996) América TV (1997-1998) Azul TV (1999) |
| 1999      | PNP                   | Editor                                  |                                                       |
| 2002-2004 | Los simuladores       | Creador, director, editor y guionista   |                                                       |
| 2006      | Hermanos y detectives | Cocreador, director, editor y guionista |                                                       |

## Premios y nominaciones
Premios Óscar
| Año  | Categoría                 | Película         | Resultado | Ref    |
| ---- | ------------------------- | ---------------- | --------- | ------ |
| 2015 | Mejor película extranjera | Relatos salvajes | Nominada  | [ 47 ] |

Premios Goya
| Año  | Categoría                     | Película         | Resultado |
| ---- | ----------------------------- | ---------------- | --------- |
| 2015 | Mejor película                | Relatos salvajes | Nominada  |
| 2015 | Mejor película Iberoamericana | Relatos salvajes | Ganador   |
| 2015 | Mejor director                | Relatos salvajes | Nominada  |
| 2015 | Mejor guion original          | Relatos salvajes | Nominada  |
| 2015 | Mejor montaje                 | Relatos salvajes | Nominada  |

Festival Internacional de Cine de San Sebastián
| Año  | Categoría                          | Película         | Resultado |
| ---- | ---------------------------------- | ---------------- | --------- |
| 2003 | Premio Horizontes-Mención especial | El fondo del mar | Ganador   |

Premios de la Crítica Cinematográfica
| Año  | Categoría                          | Película         | Resultado | Ref.   |
| ---- | ---------------------------------- | ---------------- | --------- | ------ |
| 2015 | Mejor película de habla no inglesa | Relatos salvajes | Nominada  | [ 49 ] |

Premios Satellite
| Año  | Categoría                 | Película         | Resultado | Ref.   |
| ---- | ------------------------- | ---------------- | --------- | ------ |
| 2015 | Mejor película extranjera | Relatos salvajes | Nominado  | [ 50 ] |

National Board of Review
| Año  | Categoría                          | Película         | Resultado | Ref.   |
| ---- | ---------------------------------- | ---------------- | --------- | ------ |
| 2014 | Mejor película de habla no inglesa | Relatos salvajes | Ganador   | [ 51 ] |

Premios WAFCA
| Año  | Categoría                          | Película         | Resultado | Ref.   |
| ---- | ---------------------------------- | ---------------- | --------- | ------ |
| 2014 | Mejor película de habla no inglesa | Relatos salvajes | Nominado  | [ 52 ] |

Premios SFFCC
| Año  | Categoría                          | Película         | Resultado | Ref.   |
| ---- | ---------------------------------- | ---------------- | --------- | ------ |
| 2015 | Mejor película de habla no inglesa | Relatos salvajes | Nominado  | [ 53 ] |

Premios Platino
| Año  | Categoría      | Película         | Resultado |
| ---- | -------------- | ---------------- | --------- |
| 2015 | Mejor director | Relatos salvajes | Ganador   |
| 2015 | Mejor guion    | Relatos salvajes | Ganador   |
| 2015 | Mejor montaje  | Relatos salvajes | Ganador   |

Premios Sur
| Año  | Categoría            | Película         | Resultado |
| ---- | -------------------- | ---------------- | --------- |
| 2014 | Mejor montaje        | Relatos salvajes | Ganador   |
| 2014 | Mejor guion original | Relatos salvajes | Ganador   |
| 2014 | Mejor director       | Relatos salvajes | Ganador   |
| 2014 | Mejor película       | Relatos salvajes | Ganador   |

Premios Forqué
| Año  | Categoría                          | Película         | Resultado | Ref.   |
| ---- | ---------------------------------- | ---------------- | --------- | ------ |
| 2015 | Mejor película                     | Relatos salvajes | Nominado  | [ 55 ] |
| 2015 | Mejor largometraje latinoamericano | Relatos salvajes | Ganador   | [ 56 ] |

Otros festivales internacionales de cine
| Año  | Festival                                        | Categoría                        | Película            | Resultado | Ref.          |
| ---- | ----------------------------------------------- | -------------------------------- | ------------------- | --------- | ------------- |
| 2003 | Festival Internacional de Cine de Mar del Plata | Mejor película iberoamericana    | El fondo del mar    | Ganador   |               |
| 2003 | Festival Internacional de Cine de Mar del Plata | Premio del público               | El fondo del mar    | Ganador   |               |
| 2006 | Festival de Cine de Biarritz                    | Premio del público               | Tiempo de valientes | Ganador   |               |
| 2014 | Festival Internacional de Cine de Cannes        | Palma de Oro                     | Relatos salvajes    | Nominado  | [ 57 ]        |
| 2014 | Festival Internacional de Cine de Toronto       | Presentaciones especiales        | Relatos salvajes    | Nominado  | [ 58 ]        |
| 2014 | Festival Internacional de Cine de San Sebastián | Mejor película europea           | Relatos salvajes    | Ganador   | [ 59 ] [ 60 ] |
| 2014 | Festival de Cine de Sarajevo                    | Premio del público               | Relatos salvajes    | Ganador   | [ 61 ]        |
| 2014 | Festival de Cine de Lima                        | Premio del público               | Relatos salvajes    | Ganador   | [ 62 ]        |
| 2014 | Festival de Cine de Biarritz                    | Premio del público               | Relatos salvajes    | Ganador   | [ 63 ]        |
| 2014 | Festival de Cine de Londres                     | Premio del público               | Relatos salvajes    | Ganador   | [ 64 ]        |
| 2014 | Festival de Cine de Sitges                      | Especiales oficiales fantásticos | Relatos salvajes    | Nominado  | [ 65 ] [ 66 ] |
| 2014 | Festival Internacional de Cine Fine Arts        | Mejor película                   | Relatos salvajes    | Ganador   | [ 67 ] [ 68 ] |
| 2014 | Festival Internacional de Cine Fine Arts        | Mejor director                   | Relatos salvajes    | Ganador   | [ 69 ]        |
| 2014 | Festival Internacional de Cine Fine Arts        | Premio del público               | Relatos salvajes    | Ganador   | [ 70 ]        |
| 2014 | Festival Internacional de Cine de São Paulo     | Premio del público               | Relatos salvajes    | Ganador   | [ 71 ]        |
| 2014 | Festival de Cine de La Habana                   | Premio coral                     | Relatos salvajes    | Nominado  | [ 72 ] [ 73 ] |
| 2014 | Festival de Cine de La Habana                   | Mejor dirección                  | Relatos salvajes    | Ganador   |               |
| 2014 | Festival de Cine de La Habana                   | Mejor edición                    | Relatos salvajes    | Ganador   |               |

Premios Cóndor de Plata
| Año  | Categoría            | Película            | Resultado |
| ---- | -------------------- | ------------------- | --------- |
| 2004 | Mejor película       | El fondo del mar    | Nominado  |
| 2004 | Mejor ópera prima    | El fondo del mar    | Nominado  |
| 2004 | Mejor director       | El fondo del mar    | Nominado  |
| 2004 | Mejor guion original | El fondo del mar    | Nominado  |
| 2006 | Mejor película       | Tiempo de valientes | Nominado  |
| 2006 | Mejor director       | Tiempo de valientes | Nominado  |
| 2006 | Mejor guion original | Tiempo de valientes | Nominado  |
| 2015 | Mejor película       | Relatos salvajes    | Nominado  |
| 2015 | Mejor director       | Relatos salvajes    | Ganador   |
| 2015 | Mejor guion original | Relatos salvajes    | Nominado  |
| 2015 | Mejor montaje        | Relatos salvajes    | Ganador   |

Premios Martín Fierro
| Año  | Categoría              | Película              | Resultado |
| ---- | ---------------------- | --------------------- | --------- |
| 2002 | Martin Fierro de Oro   | Los simuladores       | Ganador   |
| 2002 | Mejor director         | Los simuladores       | Nominado  |
| 2002 | Mejor autor/libretista | Los simuladores       | Ganador   |
| 2003 | Mejor director         | Los simuladores       | Nominado  |
| 2003 | Mejor autor/libretista | Los simuladores       | Nominado  |
| 2006 | Mejor director         | Hermanos y detectives | Nominado  |
| 2006 | Mejor autor/libretista | Hermanos y detectives | Nominado  |

Premios Konex
| Año  | Categoría                                                      | Datos                                                     | Resultado |
| ---- | -------------------------------------------------------------- | --------------------------------------------------------- | --------- |
| 2011 | Konex de Platino a mejor director de televisión de la década   |                                                           | Ganador   |
| 2011 | Diploma al mérito a mejor guionista de televisión de la década | junto a Gustavo Malajovich, Diego Peretti y Patricio Vega | Ganador   |
| 2021 | Konex de Platino a mejor director de cine de la década         |                                                           | Ganador   |